# Faldellín

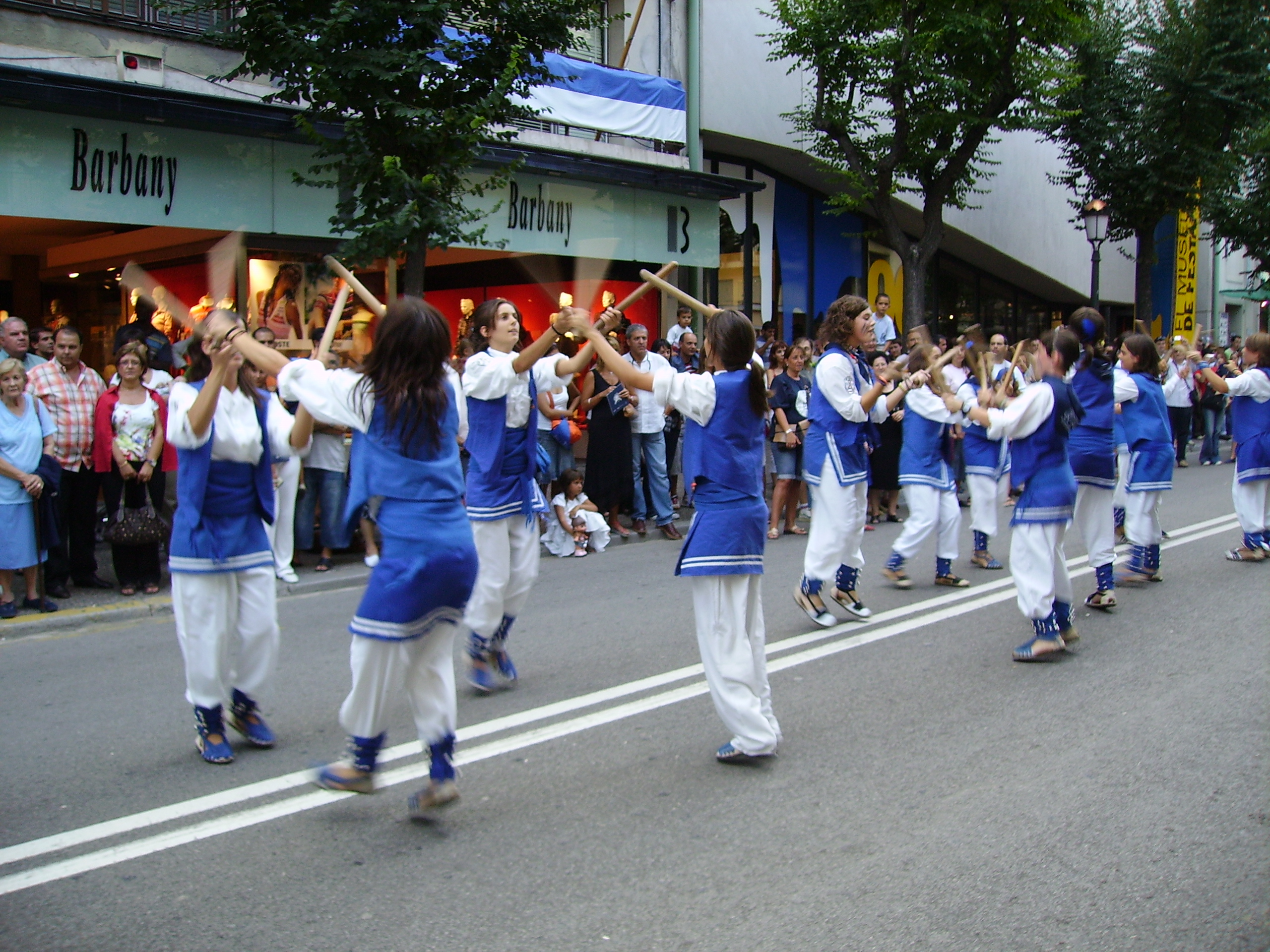
Baile de bastones en Granollers: el faldellín forma parte de la indumentaria tradicional de este baile.

Faldellín es un tipo de falda corta emparentada con el refajo, que solía usarse por las campesinas para llevar sobre las enaguas. Identificado así en algunas pinturas en las que esquemáticas figuras humanas se visten con pequeñas faldas o calzones cortos, algunas fuentes especializadas en historia de la indumentaria lo relacionan con el manteo, y algunas polleras de Hispanoamérica.
Según la Real Academia Española, en especial en Cuba, República Dominicana y Venezuela, también se llaman así algunos modelos de porte antiguo de trajes de corte muy largo usados por los bebés para su bautizo, de color blanco o tonos claros y adornados con encajes y cintas.